# Walt Disney Studios Motion Pictures

Logo seit 2007

Walt Disney Studios Motion Pictures ist der Verleih- und Vertriebsarm der Walt Disney Company für Kino- und Fernsehfilme. Als solches ist es für den Verleih und Vertrieb aller Filme zuständig, die von Filmproduktionsgesellschaften hergestellt werden, die Teil des Walt-Disney-Konzerns sind und in der Walt Disney Motion Pictures Group zusammengefasst sind. Das Unternehmen zählt zu den größten Filmverleihern der Welt und hat seinen Sitz am Walt-Disney-Hauptstandort in Burbank, Kalifornien. Das Filmstudio hatte den größten Marktanteil im Jahr 2017.
Das Unternehmen war zuvor lange Zeit als Buena Vista International bekannt. Die Marke Buena Vista wurde jedoch zugunsten einer einheitlichen Benennung der Walt-Disney-Unternehmen 2007 aufgegeben. Für den „Home Entertainment“-Bereich, also den weltweiten Vertrieb der Filme auf Bildträgern wie etwa der DVD, ist wiederum Walt Disney Studios Home Entertainment zuständig, vormals Buena Vista Home Entertainment.

## Geschichte

Buena Vista InternationalLogo bis 2007

Bis 1953 ließ Walt Disney seine Filme durch andere Verleiher verleihen, zuletzt durch RKO. Doch Roy O. Disney, der für den geschäftlichen Part der Disney-Studios zuständig war, erkannte immer mehr die Nachteile dieses Vertriebsweges, da die Verleihabteilungen anderer Studios naturgemäß ihre eigenen Produkte bevorzugt behandeln. So gründete Roy O. Disney 1953 für den Film Die Wüste lebt (Living Desert) eine eigene Vertriebsorganisation mit Namen Buena Vista Film Distribution Company, benannt nach der Straße Buena Vista Street in Hollywood-Burbank, an der sich die Disney-Studios befinden. Er baute den Verleih mit fähigen und erfolgshungrigen Vertriebsleuten weiter aus und ließ seitdem alle Disney-Filme von Buena Vista verleihen. Nach Ende der Zusammenarbeit mit Warner Bros. 1992 entstand daraus Buena Vista International. 2007 erfolgte schließlich die Namensänderung in Walt Disney Studios Motion Pictures – nicht zu verwechseln mit dem Produktionsarm Walt Disney Motion Pictures Group.
2006 war das Unternehmen der drittgrößte Verleiher in den USA bei einem Umsatz von 1,52 Milliarden US-Dollar. In vielen anderen Ländern zählt der Verleih ebenfalls zu den Marktführern. 2015 hat das Unternehmen mit Alles steht Kopf durch Ticketverkäufe in den USA erstmals innerhalb eines halben Jahres die 1-Milliarde-US-$-Umsatzmarke überschritten. Gleichzeitig wurde nach dem internationalen Kinostart von Alles steht Kopf erstmals die 3-Milliarden-US-$-Umsatzmarke für weltweite Einspielungen in einem Jahr mit Disney-Produktionen geknackt.

## Verleihumfang
Als Verleiher und Weltvertrieb aller Filme, die von zur Walt Disney Motion Pictures Group gehörigen Unternehmen hergestellt werden, zählen im Regelfall alle Produktionen folgender Unternehmen zum Verleihprogramm:
- Disneynature
- Hollywood Pictures
- Miramax Films
- Pixar Animation Studios
- Touchstone Pictures
- Walt Disney Animation Studios
- Walt Disney Pictures

Zu den erfolgreichsten Filmen des Verleihs zählen unter anderem die Pirates of the Caribbean-Filme (2005–2007). Hinzu kommen diverse kleinere Unternehmen, die Walt Disney als Verleiher ausgewählt haben, wie etwa Spyglass Entertainment.

## Weltweite Niederlassungen
Der weltweite Verleih der Filme erfolgt über Niederlassungen in den jeweiligen Ländern. In Deutschland ist das Unternehmen als Walt Disney Studios Motion Pictures in der Kronstadter Straße in München ansässig, in Österreich in der Schottenfeldgasse in Wien-Neubau und in der Schweiz in Zürich am Schanzengraben. General Manager Walt Disney Studios Motion Pictures Germany/Austria ist seit 2007 Thomas Menne (auch General Manager Walt Disney Studios Motion Pictures Germany GmbH, The Walt Disney Company).